# Gerry Anderson

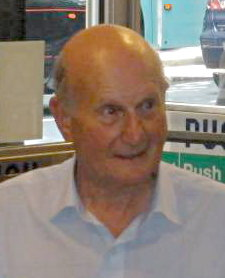
Gerry Anderson (2009)

Gerald „Gerry“ Anderson, MBE (eigentlich Gerald Alexander Abrahams, * 14. April 1929 in West Hampstead, London, England; † 26. Dezember 2012) war ein britischer Marionettenkünstler und Filmemacher.

## Leben
Anderson entstammt einer jüdischen Familie, deren Wurzeln im polnisch-russischen Grenzgebiet lagen. Er wuchs im Norden von London auf und begann nach seinem Militärdienst bei der Royal Air Force mit einer kleinen Filmproduktionsfirma für Werbefilme.
Gemeinsam mit seiner Ehefrau Sylvia Anderson hat sich Anderson in späteren Jahren im Science-Fiction-Bereich und durch Spezialeffekte einen Namen gemacht. Die Technik Supermarionation wurde von ihnen entwickelt.
Zu den größten Erfolgen der Andersons gehörten die Fernsehserien UFO und Thunderbirds. Die Pilotfolge Trapped In The Sky dauerte eine Stunde und der Chef des Senders ITC Entertainment, Lew Grade, war so begeistert von der Geschichte, dass er Gerry Anderson den Auftrag gab, alle Folgen von den ursprünglich vorgesehenen 25 Minuten auf eine Stunde zu erweitern.
Zugeordnete Unternehmen:
- AP-Films (APF), später umbenannt in Century 21 Productions

Anderson lebte zuletzt in Henley-on-Thames, Oxfordshire; er verstarb im Dezember 2012 im Alter von 83 Jahren an den Folgen seiner Alzheimer-Erkrankung, die er selbst sechs Monate zuvor öffentlich gemacht hatte.

## Filmografie (Auswahl)
- 1957–1958: The Adventures Of Twizzle (52 Episoden)
- 1959–1961: Torchy the Battery Boy (26 Episoden)
- 1960: Four Feather Falls (39 Episoden)
- 1960: Wölfe der Landstraße
- 1961–1962: Supercar (39 Episoden)
- 1962–1963: Fireball XL5 (39 Episoden)
- 1964–1965: Kommando Stingray (Stingray, 39 Episoden)
- 1965–1966: Thunderbirds (32 Episoden)
- 1966: Feuervögel startbereit
- 1967–1968: Captain Scarlet und die Rache der Mysterons (Captain Scarlet and the Mysterons, 32 Episoden)
- 1968: Thunderbird 6
- 1968–1969: Joe 90 (30 Episoden)
- 1969: Unfall im Weltraum (Doppelgänger)
- 1969: The Secret Service (13 Episoden)
- 1970–1971: UFO (26 Episoden)
- 1972–1974: Kein Pardon für Schutzengel (The Protectors, 52 Episoden)
- 1975–1977: Mondbasis Alpha 1 (Space: 1999, 48 Episoden)
- 1983–1986: Terrahawks (39 Episoden)
- 1987: Dick Spanner, P.I. (22 Episoden)
- 1994–1995: Space Cops – Tatort Demeter City (Space Precinct, 24 Episoden)
- 1999: Lavender Castle (26 Episoden)
- 2005: New Captain Scarlet (26 Episoden)

## Sekundärliteratur
- Gerry Anderson: The Authorised Biography (1996), Stan Nicholls und S. Archer.
- Simon Archer/Marcus Hearn: What made Thunderbirds go! The authorized biography of Gerry Anderson, London 2002.
- Stephen La Riviere: Filmed in Supermarionation. A history of the future, Neshannock, Pa. (Hermes Press) 2009.
- Sylvia Anderson: Yes, M´Lady, London (Smith Gryphon Publishers) 1991. ISBN 1-85685-011-0